# Премия развития
«Премия развития» (англ. Development Award) – это ежегодная премия, учрежденная ВЭБ.РФ в 2012 году и вручаемая предпринимателям и инициаторам успешных инвестиционных проектов на территории России. Является престижной премией в области инвестиций в реальный сектор экономики и реализацию национальных проектов. Первая церемония вручения состоялась 21 июня 2013 года на ПМЭФ в 2013 году.

## О премии
«Премия развития» была учреждена государственной корпорацией «Банк развития и внешнеэкономической деятельности (Внешэкономбанк)» в 2012 году как  национальный ежегодный конкурс для инвестиционных проектов, содействующих комплексному социально-экономическому развитию России.
Среди номинаций премии:
- Лучший инфраструктурный проект
- Лучший проект в отраслях промышленности
- Лучший проект по комплексному развитию территорий
- Лучший проект субъекта малого и среднего предпринимательства
- Лучший проект в цифровой экономике
- Лучшим экспортный проект
- Лучший инновационный стартап[2].

Конкурсная комиссия занимается экспертной поддержкой конкурса. Состав и председатель Конкурсной комиссии утверждаются Наблюдательным советом Внешэкономбанка. Председателем Конкурсной комиссии является Председатель Внешэкономбанка.
По словам члена правления Внешэкономбанка Сергей Васильев, больше всего заявок на «Премию развития» было из сферы промышленности.
Эстетическая и концептуальная платформа награды воплощает идеи конструктивизма, объединяя в своем образе «Башни В. Татлина» простоту формы и динамику линий с одной стороны, и формообразующие возможности сверхпрочных материалов и новейших технологий с другой..
В кулуарах Петербургского экономического форума 2013 г. «Премия Развития» получила неофициальный статус российского «Инвестиционного Оскара».

## Премия развития 2013
За несколько месяцев Конкурсная комиссия Премии получила заявки по 221 проектам, из которых 78 проектов представляли малый и средний бизнес.. В результате обсуждений Рабочей группой было отобрано 14 проектов в четырех номинациях .
В состав Конкурсной комиссии 2013 г. входили авторитетные российские эксперты и экономисты, в том числе Е. Г. Ясин, Е. Е. Гавриленков, И. Ю. Юргенс, М. А. Эскиндаров, В. И. Данилов-Данильян.

Лауреатами «Премии Развития» 2013 года в четырех номинациях стали следующие проекты:
- Калужский проект развития инфраструктуры индустриальных парков: формирование кластера производства автомобилей и автокомпонентов — Лучший инфраструктурный проект 2013[10]
- Тихвинский проект освоения производства грузовых вагонов нового поколения — Лучший проект в отраслях промышленности 2013
- Кемеровский проект строительства города-спутника «Лесная поляна» — Лучший проект по комплексному развитию территорий 2013
- Челябинский проект реконструкции системы отопления в г. Бакал Саткинского района— Лучший проект субъекта малого и среднего предпринимательства 2013.

Призы вручали Сергей Иванов  и Председатель Внешэкономбанка Владимир Дмитриев 21 июня 2013 года на Петербургском международном экономическом форуме.